# Per Kjellgren
Per Gustaf "Pelle" Kjellgren, född 8 oktober 1987 i Åkersberga, är en svensk innebandyspelare. Han spelar för närvarande[när?] för Järfälla IBK i Allsvenskan, där han var lagkapten från september 2010 till sommaren 2012. Han har tidigare spelat i Åkersberga IBF och FC Helsingborg.